# 帕甘苇莺
帕甘苇莺（学名：Acrocephalus yamashinae）是北马里亚纳群岛帕甘岛特有及灭绝的一种苇莺，有时它们被认为是歌鸲苇莺的一个亚种。它们仅生活在淡水湿地与湿地边缘的植被中。
帕甘岛岛上的植被曾受到人类发展与野生有蹄类入侵的破坏，并最终于1981年在帕甘岛上发生的火山爆发后被完全摧毁。最后一次见到帕甘苇莺是在1960年代，它们可能于1970年代早期灭绝。 于1970年代，1980年代，2000年和2010年对其进行的搜索均未能发现它们。